# Рут Бејдер Гинсберг
Рут Џоун Бејдер Гинсберг (енгл. Ruth Joan Bader Ginsburg; Бруклин, Њујорк, 15. март 1933 — Вашингтон, 18. септембар 2020) била је придружени судија Врховног суда Сједињених Америчких Држава. Именовао ју је Бил Клинтон, а преузела је дужност 10. августа 1993.
Гинсберг је друга жена на положају придруженог судије, после Сандре Деј О'Конор. Након ње, у суд су именоване још две жене, Соња Сотомајор и Елена Кејган.
Гинсберг је значајан део своје каријере провела као адвокат волонтер, радећи за Америчку унију за грађанске слободе (енгл. American Civil Liberties Union) и борећи се за једнака права жена. Део је либералне мањине у суду.
Часопис Форбс уврстио ју је 2009. на листу 100 најмоћнијих жена на свету.
Умрла је у 87. години живота, 18. септембра 2020. године, од рака панкреаса у свом дому, у Вашингтону.